# Jechtoch
Jechtoch är en ort i Mexiko.   Den ligger i kommunen Zinacantán och delstaten Chiapas, i den sydöstra delen av landet, 700 km öster om huvudstaden Mexico City. Jechtoch ligger 2 272 meter över havet och antalet invånare är 543.
Terrängen runt Jechtoch är kuperad åt nordost, men åt sydväst är den bergig. Runt Jechtoch är det tätbefolkat, med 459 invånare per kvadratkilometer. Närmaste större samhälle är San Cristóbal de las Casas, 8,3 km öster om Jechtoch. Omgivningarna runt Jechtoch är en mosaik av jordbruksmark och naturlig växtlighet.